# Api Ratuniyarawa
Apisalome Ratuniyarawa (Sigatoka, 11 luglio 1986) è un rugbista a 15 figiano che gioca come seconda linea nel Northampton in English Premiership.

## Biografia
Nel 2019 partecipò al Mondiale con Figi segnando una meta nella sconfitta contro l'Uruguay per 27-30.